# طوطی (خوسف)
طوطی یک روستا در ایران است که در شهرستان خوسف واقع شده‌است. طوطی ۱۳۷ نفر جمعیت دارد.